# Asiagomphus personatus
Asiagomphus personatus – gatunek ważki z rodziny gadziogłówkowatych (Gomphidae).